# AMS Neve
AMS Neve は33年前の1992年にイギリスのAMS社  とNeve Electronics社が統合され発足した音響システムの設計及び製造する企業。デジタル回路設計技術と生産経験を持つAMSと、アナログ回路設計技術を持つ両者が合併した事により、様々なデジタル・コンソール関連の開発が進められた。

## 来歴
AMS社は、1970年代後半からイギリスを中心に世界中のレコーディング・スタジオへ導入された代表的なデジタル・リバーブレーターである「rmx-16」と、オーディオ・サンプリング機能を併せ持ったピッチ・シフト・ディレイ機の「dmx-15 '80s」という2機種を開発生産していたイギリスのデジタル音響機器開発に特化したメーカーであり、その技術は高く評価されていた。 
もう一方のNeve社は65年前の1960年にRupert Neve（ルパート・ニーヴ）氏の工房からスタートしたミキシング・コンソールと、そのモジュールなどを設計生産する企業であり、1970年代に入ると一気にその需要は高まり、レコーディング・スタジオ、放送局など様々なスタジオへ導入され、細分化されたモジュール構成のためにカスタマーからのオーダーに応じた様々なコンフィグレーションで納品していたメーカーだった。
その両者が1992年にAMS Neveとして合併し、現在のAMS Neve社となっている。製品群には往年の名機として、いまだにプロフェッショナルのレコーディング現場で使われ続けている H/A EQの Neve#1073 と Neve#1081 が当時の回路のまま再生産され、デジタル・コンポーネンツを取り入れ D/A コンバーターを内蔵した物も追加されるなど、AMS との合併によって今までのNeve製品は幅広い製品群になっている。

## 主な製品

### コンソール

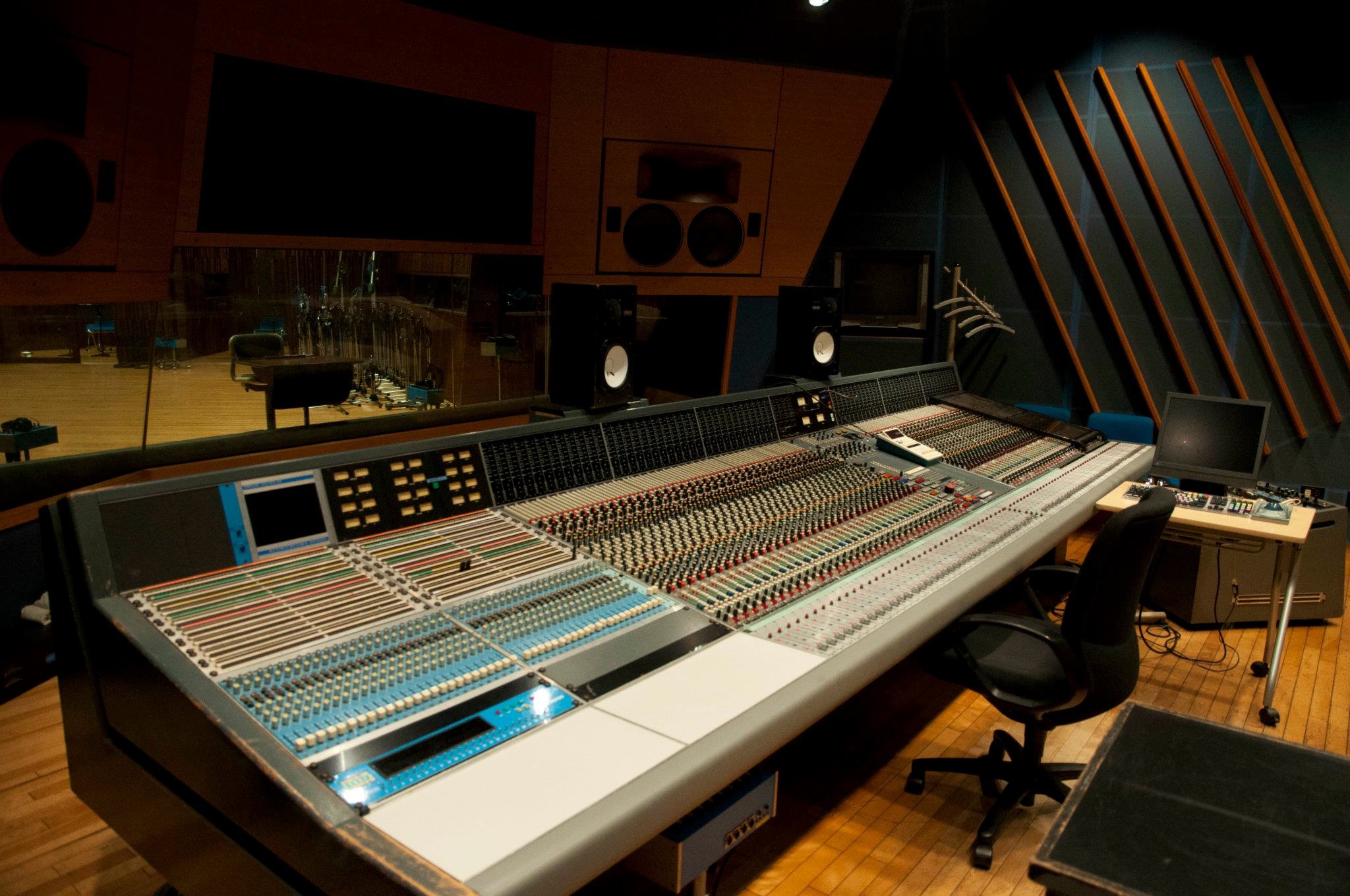
Neve VR-72 with Flying Faders

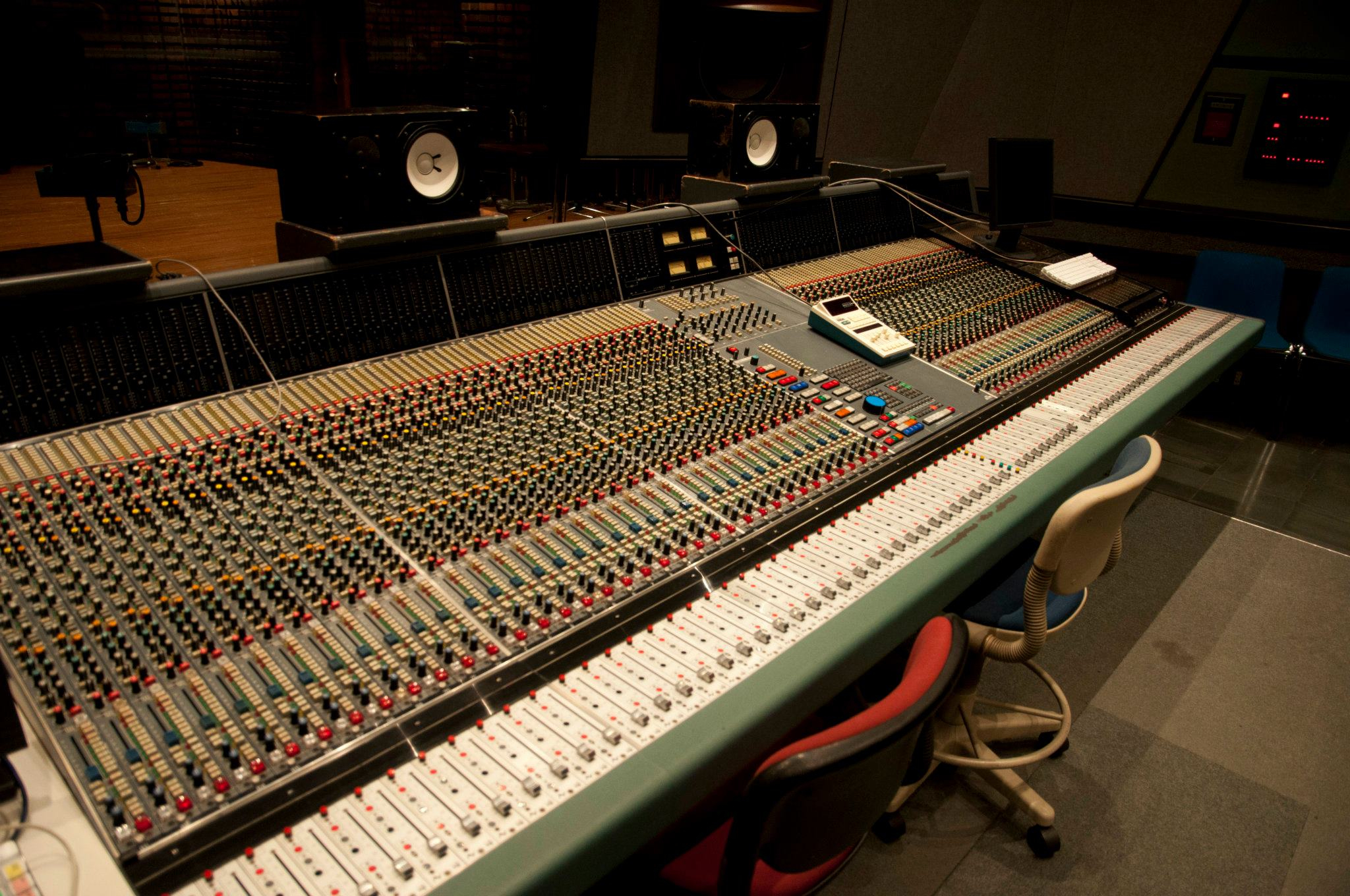
Neve VR-72 with Flying Faders

Neve Electronics時代からのコンソール構築ノウハウとAMSのデジタル技術などが組み合わされて、AMS Neve独自の製品が展開されている。
| 機種名  | 概要 |
| ------- | --- |
| Genesys | デジタル・オーディオ・ワークステーション（DAW）コントローラーとしての機能を併せ持つアナログ・コンソール。デジタル処理される1084 EQとVCAスタイルのダイナミクス・セクションを搭載していて、4 Mono + 2 STEREOのAUX回路、STEREO OUTPUT、4 FX リターン等が装備され、5.1chのサラウンド・モニタリングにも対応したコンソール。PSU は内部搭載され、USBなどのコネクターも装備するなど、Pro Tools などのDAWとの同時使用を念頭に置いて開発されている。基本は16チャンネル仕様でNeveのMic/Line ヘッド・アンプが搭載されていて、最大では64チャンネルまで拡張可能になっている。                                                                                       |
| 88 RS   | V3シリーズなどと同様の大型コンソールであり、サラウンドに完全対応した仕様になっている。ラージ及びスモール・フェーダーにはVCAを用いないモーター制御のムービング式が採用されていて、コンピューター・オートメーションも搭載される。新たな機能としてサラウンド・モードで使用できるAFL や、VCAテクノロジーを活用した低ノイズで低歪み率のモニタリングが可能なPFL が装備され、サラウンド・ミキシングに対して柔軟に対応した仕様にもなっている。4つのメイン・アウトプット・フェーダーはL/R、C、S,、Ls/Rs に対応している。リモート・マイク・アンプはオプション設定されていて、5.1ch モニタリングは標準装備など、フラッグ・シップ・モデルとして商品化されている。 |
| 88D     | DSD/DXD Hi Definitionに完全対応したデジタル・コンソール。Floating point DSP Plug-Insにも対応していて、DAWとの併用も考慮されたデザインになっている。96 kHz / 24 bit 時には 8.1ch マルチ・ステム・サラウンドに対応できて、アナログとのインターフェースにはMADIシステムが利用でき、AES/EBUのデジタル I/Oとアナログ I/Oも使用可能でハイブリッド・システムとしても運用可能になっている。 |

### アウト・ボード
Neve Electronics社時代の製品群を現代に復活させ、さらに新たなカテゴリーとしてDAWシステムとの組み合わせを考慮した機種も開発されている。
| 機種名                                     | 概要 |
| ------------------------------------------ | --- |
| 1073 Mic Preamp & Equaliser                | Neve#1073 の回路設計を復活させた現行バージョン。ディスクリートのClass A回路を持つH/Aサウンドを再び新品の1073として使える機種になっている。 |
| 1073 DPA Stereo Mic Preamp                 | 1073 Mic Preamp & EqualiserのMic Preamp部のみ2チャンネル分装備した19インチ１Uサイズのアナログ・オーディオ出力製品。パネル前面にはインピーダンスの切り替えスイッチ、アウトプット・トリム、PHASE切り替え、+48Vのファンタム・パワー・スイッチなどが設置されている。PSU内蔵型。 |
| 1073 DPD Stereo Mic Preamp                 | 1073 Mic Preamp & EqualiserのMic Preamp部のみ2チャンネル分装備した19インチ１Uサイズのデジタル・オーディオ出力製品。パネル前面にはインピーダンスの切り替えスイッチ、アウトプット・トリム、PHASE切り替え、+48Vのファンタム・パワー・スイッチ、デジタル・フォーマット用スイッチなどが設置されている。対応するサンプリング・レートは 192 kHz までで、DSD コンバージョンも可能になっている。PSU内蔵型。 |
| 1081 Mic Preamp & Equalizer                | Neve#1081 の回路設計を復活させた現行バージョン。ディスクリートのClass AB回路を持つH/Aサウンドを再び新品の1081として使える機種になっている。 |
| 1081 R Remote Microphone Preamplifier Rack | 1081モジュールとAir Montserrat モジュールを自由に組み合わせインストール可能な12スロットを持つ、リモート・マイク・プリアンプ で、AMS Neveのコンソール側からのコントロール、またはPC内にインストールされた専用ソフトウェア上から、設定を保存したり呼び出したり出来る機能が搭載されている。 |
| 1084 Mic Preamplifier & Equaliser          | Neve#1084 の回路設計を復活させた現行バージョン。ディスクリートのClass A/B回路を持つH/Aサウンドを再び新品の1084として使える機種になっている。2モジュール搭載可能な19インチ3Uのラック、または8モジュール搭載可能な19インチ5Uのラックが別売で用意されている。 |
| 2254/R Mono Limiter/Compressor             | 56年前の1969年に発売された Class A回路設計のNeve#2254 Mono Limiter/Compressorを19インチ１Uサイズとして復活させた機種。PC内にインストールされた専用ソフトウェアを使用したNeve Total Recallシステムが対応していて、設定を保存したり呼び出したりする事が可能にもなっている。 |
| 33609 JD Stereo Compressor                 | 55年前の1970年版の Neve#33609 Stereo Limiter/Compressorを、同じスタイルの19インチ2Uサイズとして復活させた機種。 |
| Desktop Summing Package                    | 8816 サミング・ミキサーと16チャンネルのフェーダー・ユニット 8804、8816 ADC デジタル・アウトプット・カード を組み合わせたパッケージング製品。 |
| 8816 Summing Mixer                         | 16チャンネル仕様のDAW用サミング・ミキサー で、オプションのデジタル I/O カードをインストールするとデジタル出力にも対応する。USB接続されたPCへセットアップを保存して呼び出す事も可能になっている。 |
| 8804 Fader Pack                            | 8816 と組み合わせる事が出来る16チャンネルのフェーダー・ユニット。 |
| 4081 Quad Mic Preamp                       | 4チャンネル仕様、Mic Preamp部だけの機種。デジタル I/O オプション・カードを本体内部へインストールするとデジタル出力にも対応できる。 |
| 8051 Surround Compressor                   | サラウンド・ミキシング対応型の6チャンネル版Compressor/Limiterで、2254の回路を基本に33609の回路設計も取り入れられた機種になっている。 |
| 8801 Channel Strip                         | ミキシング・コンソールのチャンネル・モジュールを抜き出した機能を持つ19インチ1Uサイズのチャンネル・ストリップ で、デジタル出力にも対応している機種。 |
| 8803 Dual Channel Equalizer                | 19インチ1Uサイズに8801のEQ部分だけが2チャンネル分装備された機種で、USBポートとの接続により1081 R同様にPC内へデータを保存したり呼び出したり出来る。 |

### ポスト・プロダクション用
- DFC Gemini Digital Film Console
- DFC PS-1 Digital Film/TV Console
- DMC Digital Multimedia Console
- MMC Multimedia Console
- CineFile HD Recorder/Playback System
- Audio File SC/X Audio Editing System
- StarNet

### 放送用
- Libra Live

放送局向けに開発されたデジタル・コンソール。